# Nova Sušica
Nova Sušica je naselje u slovenskoj Općini Pivki. Nova Sušica se nalazi u pokrajini Notranjskoj i statističkoj regiji Notranjsko-kraškoj. 

## Stanovništvo
Prema popisu stanovništva iz 2002. godine naselje je imalo 101 stanovnika.